# Piorunka
Piorunka (j. łemkowski Перунка) – wieś w Polsce położona w województwie małopolskim, w powiecie nowosądeckim, w gminie Krynica-Zdrój.

## Historia
Wieś lokowana w 1580 roku. Wieś biskupstwa krakowskiego w powiecie sądeckim w województwie krakowskim w końcu XVI wieku. W latach 1975–1998 miejscowość administracyjnie należała do województwa nowosądeckiego.

## Części wsi
| SIMC    | Nazwa    | Rodzaj     |
| ------- | -------- | ---------- |
| 0437263 | Huta     | przysiółek |
| 1051287 | Pod Hutą | przysiółek |

## Demografia
Ludność według spisów powszechnych.
| Rok    | 1900 | 1921 | 1931 | 2002 |
| Liczba | 76   | 79   | 91   | 72   |

| Zwierzęta | Konie | Bydło | Owce | Świnie |
| Liczba    | 17    | 305   | 30   | 39     |

## Zabytki
Obiekt wpisany do rejestru zabytków nieruchomych województwa małopolskiego.
- Cerkiew pw. św. Kosmy i św. Damiana, obecnie kościół filialny.

## Ochotnicza straż pożarna
Ochotnicza straż pożarna w Piorunce powstała w 1948 roku. Posiada samochód bojowy Mercedes Benz 508D GLM 8.